# Керч-Порт
Керч-Порт — тупикова вантажна станція III класу Кримської дирекції Придніпровської залізниці.
Розташована в місті Керч, обслуговує Керченський морський торговельний порт, АР Крим на лінії Керч — Керч-Порт, найближча станція Керч (5 км).
Станом на серпень 2019 р. по станції Керч-Порт пасажирське сполучення відсутнє.